# Собиновский фестиваль
Собиновский фестиваль — международный музыкальный фестиваль, проходящий ежегодно в мае-июне в Саратове, на базе Саратовского академического театра оперы и балета.

## История
Традиция каждую весну проводить в Саратове оперный фестиваль зародилась в 1986 году. Первый Всероссийский фестиваль оперного искусства был назван в честь великого русского тенора Леонида Витальевича Собинова, который, будучи в апогее славы, несколько раз приезжал на гастроли в Саратов.
Программы ежегодных Всероссийских фестивалей оперного искусства (с 1986 по 1999 год, в 1990 и 1991 году фестиваль не проводился) составлялись из оперных и балетных спектаклей текущего репертуара с участием приглашенных артистов, дирижеров из ведущих театров страны. Так, гостями фестиваля были Ирина Архипова, Мария Биешу, Артур Эйзен, Владислав Пьявко, Владимир Щербаков, Юрий Нечаев, Константин Плужников, Юрий Григорьев, Михаил Давыдов, Лидия Черных, дирижер Фуат Мансуров и многие другие. С сольными концертами выступали Тамара Синявская и Муслим Магомаев. На фестивале в Саратове любила бывать дочь Леонида Собинова — Светлана, которая живо интересовалась всем происходящим, поддерживала проект и с радостью участвовала во всех мероприятиях форума.
В 1999 году художественным руководителем театра Юрием Кочневым была разработана новая концепция фестиваля. Форум вышел за рамки чисто оперного и стал называться музыкальным, включив в себя все жанры музыкального искусства с приоритетом оперного, ораториального и симфонического.
Фестиваль проводится ежегодно и имеет статус международного фестиваля.
В афише форума представлены все жанры музыкального искусства — от симфонической музыки до джаза, рока, от редко исполняемых произведений до шедевров оперного и балетного театра.

## Цели и задачи
Целями и задачами фестиваля является деятельность по привлечению широкой публики к искусству с приоритетом оперного, и хореографического жанров, пропаганда редко исполняемых произведений мировой музыки, сохранение театральных традиций, развитие современного искусства, укрепление культурных международных связей, выявление молодых талантов.

## Хроника проведения фестивалей

### I фестиваль (1986 год)
- Открытие фестиваля — 11 марта
- Заключительный концерт — 16 марта

### XII фестиваль (1999 год)
В программе фестиваля прозвучали премьеры «Реквием» Берлиоза и «Тангейзер» Вагнера.

### XIV фестиваль «Памяти Дж. Верди» (2001 год)
- Открытие фестиваля — 18 мая[2]

### XV фестиваль (2002 год)
- Открытие фестиваля — 18 мая[3][4]
- Заключительный концерт — 30 мая

### XX фестиваль (2007 год)
- Открытие фестиваля — 18 мая

### XXI фестиваль (2008 год)
- Открытие фестиваля — 18 мая

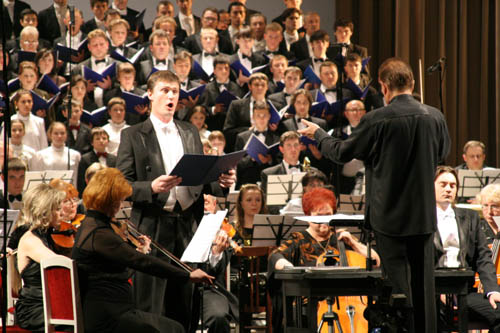
Исполнение Евангелия «Совершишася»

В день открытия фестиваля исполнено симфоническое Евангелие Алемдара Караманова «Совершишася».
В программе фестиваля:
- 19 мая — Русский камерный балет «Москва». Премьера одноактных балетов: И. Стравинского «Свадебка»; А. Ямаоко, Р. Абу-Халил «Terraclinium».
- 20 мая — опера Джузеппе Верди «Бал-маскарад» (партия Ульрики — Елена Манистина).
- 21 мая — концерт шоу-группы «Доктор Ватсон».
- 22 мая — театрализованный концерт «В стиле ретро» на музыку Исаака Дунаевского.
- 23 мая — балет Адольфа Адана «Жизель» (партия Жизели — Оксана Кузьменко, партия Альберта — Станислав Бухараев, партия Мирты Наталья Колосова).
- 24 мая — Концерт народного артиста СССР Леонида Сметанникова.

### XXII фестиваль «80 лет Саратовскому балету» (2009 год)
- Открытие фестиваля — 27 мая[6]
- Заключительный концерт — 9 июня[7]

### XXIII фестиваль «65-летию Великой Победы посвящается…» (2010 год)
- Открытие фестиваля — 25 мая
- Заключительный концерт — 7 июня[8]

### XXIV фестиваль (2011 год)
- Открытие фестиваля — 22 мая[9][10]
- Заключительный концерт — 3 июня

### XXV фестиваль (2012 год)
- Открытие фестиваля — 28 мая[11]
- Заключительный концерт — 10 июня

### XXVI фестиваль «200-летию со дня рождения Р. Вагнера и Дж. Верди посвящается…» (2013 год)
В программе фестиваля:
- 22 мая — Открытие фестиваля.
- 23 мая — Премьера — балет в двух действиях — Ф. Мендельсон, «Сон в летнюю ночь».
- 24 мая — Премьера — опера в двух действиях — Р. Вагнер, «РИЕНЦИ. Последний трибун Рима».
- 25 мая — Балет в двух действиях — Л. Минкус, «Дон Кихот».
- 26 мая — Концерт трио Жаки Террасона (Франция) — «От классики к джазу».
- 27 мая — Концерт группы «Смысловые галлюцинации и Юлии Чичериной».
- 28 мая — Опера в трех действиях — Дж. Верди, «Бал-маскарад».
- 29 мая — Театр «Балет Москва» — премьера одноактных балетов «Медея» и «Equus».
- 30 мая — Опера в трех действиях — Дж. Верди, «Риголетто».
- 31 мая — Конкурс конкурсов вокалистов (I тур). Гала-концерт «Народная песня и романс».
- 01 июня — Концерт народного артиста СССР Леонида Сметанникова. Балет в трех действиях — П. Чайковский, «Лебединое озеро».
- 02 июня — Конкурс конкурсов вокалистов (II тур). Гала-концерт «Шедевры оперной классики».
- 03 июня — Балет в двух действиях — А. Адан, «Жизель».
- 04 июня — Опера в двух действиях — Дж. Верди «Травиата» — исполнители (Юж. Корея).
- 05 июня — Заключительный концерт.

### XXVII фестиваль «Золотой век русской музыки» (2014 год)
- Открытие фестиваля — 21 мая[12]
- Заключительный концерт — 3 июня

### XXVIII фестиваль «К 70-летию Победы» (2015 год)
- Открытие фестиваля — 19 мая
- Заключительный концерт — 31 мая

### XXIX фестиваль «Венская традиция: от симфонии до оперетты» (2016 год)
- Открытие фестиваля — 20 мая
- Заключительный концерт — 6 июня

### XXX фестиваль «Образы Италии» (2017 год)
Программа открытия фестиваля:

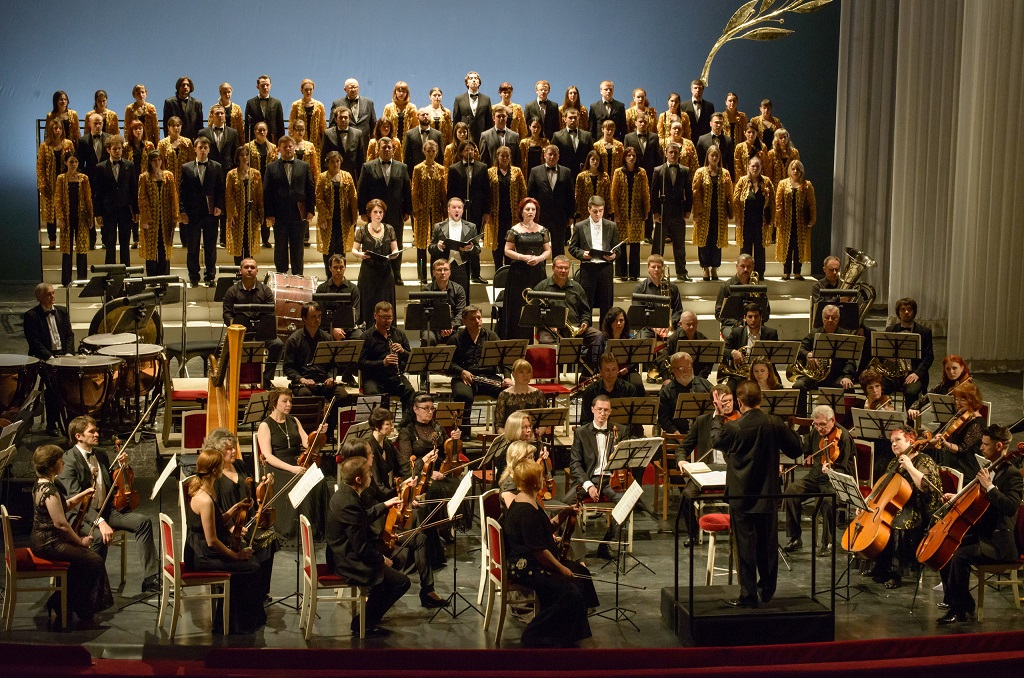
На XXX Собиновском фестивале

- Дж. Россини. Увертюра к опере «Итальянка в Алжире»
- Ф. Мендельсон. Симфония № 4 «Итальянская»
- Г. Берлиоз. Увертюра «Римский карнавал»;
- О. Респиги. Симфоническая поэма «Пинии Рима».

В программе фестиваля:
- 23 мая — Открытие фестиваля[13][14].
- 24 мая — Премьера. Дж. Верди «Аида» Опера в трех действиях.
- 25 мая — С. Прокофьев «Ромео и Джульетта» Балет в двух действиях.
- 26 мая — Концерт «Золотые голоса Сан-Ремо».
- 27 мая — Дж. Верди «Реквием».
- 28 мая — Концерт Леонида Сметанникова «К 145-летию со дня рождения Л. В. Собинова». Дж. Верди «Риголетто» Опера в трех действиях.
- 31 мая — Л. Минкус «Дон Кихот» Балет в трех действиях.
- 1 июня — Дж. Верди «Травиата» Опера в двух действиях.
- 2 июня — Конкурс конкурсов вокалистов (I тур) Гала-концерт «Народные песни и романсы».
- 4 июня — Концерт «Итальянские сновидения. Музыка XVIII—XX веков». Конкурс конкурсов вокалистов (II тур) Гала-концерт «Шедевры оперной классики».
- 6 июня — Заключительный концерт.

### XXXI фестиваль «Литературные шедевры в русской музыке» (2018 год)
С 22 мая по 6 июня в Саратовском академическом театре оперы и балета прошел XXXI Собиновский музыкальный фестиваль. В этом году его тема обозначена как «Литературные шедевры в русской музыке». Фестиваль был удостоен звания «Национального события 2018 года» на федеральном уровне.
В программе фестиваля:
- 22 мая 2018 — Открытие фестиваля.
- 23 мая — Премьера. Балет В. Кобекина «Вешние воды».
- 25 мая — А. Бородин «Князь Игорь» Опера в трех действиях.
- 26 мая — Г. Свиридов «Метель» литературно-музыкальная композиция.
- 28 мая — Театр «Кремлёвский балет». Балет на музыку М. Глинки, В. Агафонникова «Руслан и Людмила».
- 29 мая — П. Чайковский опера в трех действиях «Пиковая дама».
- 30 мая — Л. Минкус балет в трех действиях «Дон Кихот».
- 31 мая — А. Даргомыжский романтическая драма в трех действиях «Русалка».
- 1 июня — Конкурс конкурсов вокалистов (I тур) Гала-концерт «Народные песни и романсы».
- 2 июня — П. Чайковский балет в двух действиях «Щелкунчик».
- 3 июня — Голубая гостиная театра Концерт Народного артиста СССР Леонида Сметанникова. Конкурс конкурсов вокалистов (II тур) Гала-концерт «Шедевры оперной классики». Дирижер — Леонид Корчмар (Санкт-Петербург).
- 4 июня — «Музыкально-поэтическая гостиная» с участием Константина Потапова и Екатерины Яшниковой (Москва).
- 6 июня — Заключительный концерт.

### XXXII фестиваль (2019 год)
- 21 мая — Открытие фестиваля[15].
- 1 июня — Заключительный концерт.

### XXXIII фестиваль (2020 год)
Из-за пандемии коронавирусной инфекции прошел онлайн-формате.
- 14 октября — Открытие фестиваля

### XXXIV фестиваль (2021 год)
Тема фестиваля «Сергей Прокофьев и русский балетный театр» — к 130-летию со дня рождения композитора.
- Открытие фестиваля — 26 мая
- Заключительный концерт — 6 июня[18]

### XXXV фестиваль (2022 год)
Тема фестиваля «Вехи русской истории» — к 350-летию Петра Великого.
- Открытие фестиваля — 20 мая
- Заключительный концерт — 9 июня[20]

### XXXVI фестиваль (2023 год)
Тема фестиваля «Сергей Рахманинов и его современники» — 150-летию со дня рождения композитора.
- Открытие фестиваля — 19 мая
- Заключительный концерт — 3 июня[22]

### XXXVII фестиваль (2024 год)
Тема фестиваля  «Контрасты». К 220-летию со дня рождения Михаила Глинки и 90-летию со дня рождения Альфреда Шнитке.
- Открытие фестиваля — 21 мая
- Заключительный концерт — 4 июня[24]

### XXXVIII фестиваль (2025 год)
Тема фестиваля  «Иоганн Штраус и его современники». К 200-летию со дня рождения И. Штрауса.
В программе фестиваля:
- 22 мая — Открытие фестиваля. Гала-концерт «Симфонические произведения И. Штрауса, Й. Ланнера, Ф. Зуппе, И. Брамса, Г. Малера, А. Брукнера, А. Шенберга».
- 23 мая — Балет И. Штрауса «Большой вальс».
- 24 мая — Оперетта И. Штрауса «Цыганский барон».
- 25 мая — Балет Л. Минкуса «Дон Кихот».
- 27 мая — Оперетта И. Штрауса «Летучая мышь».
- 28 мая — Премьера. Одноактные балеты Ш. Гуно «Вальпургиева ночь» (балетная сцена из оперы «Фауст») и «Шопениана» на музыку Ф. Шопена.
- 30 мая — Оперетта Ф. Легара «Весёлая вдова».
- 31 мая — Балет  П. И. Чайковского «Лебединое озеро».
- 2 июня — Оперетта И. Кальмана «Марица».
- 3 июня — Конкурс конкурсов вокалистов (I тур) Гала-концерт «Народные песни и романсы».
- 5 июня — Конкурс конкурсов вокалистов (II тур) Гала-концерт «Шедевры оперной классики».
- 7 июня — Заключительный концерт с участием солистов саратовской оперы и лауреатов конкурсов вокалистов[25].